# Coluna dos Godos

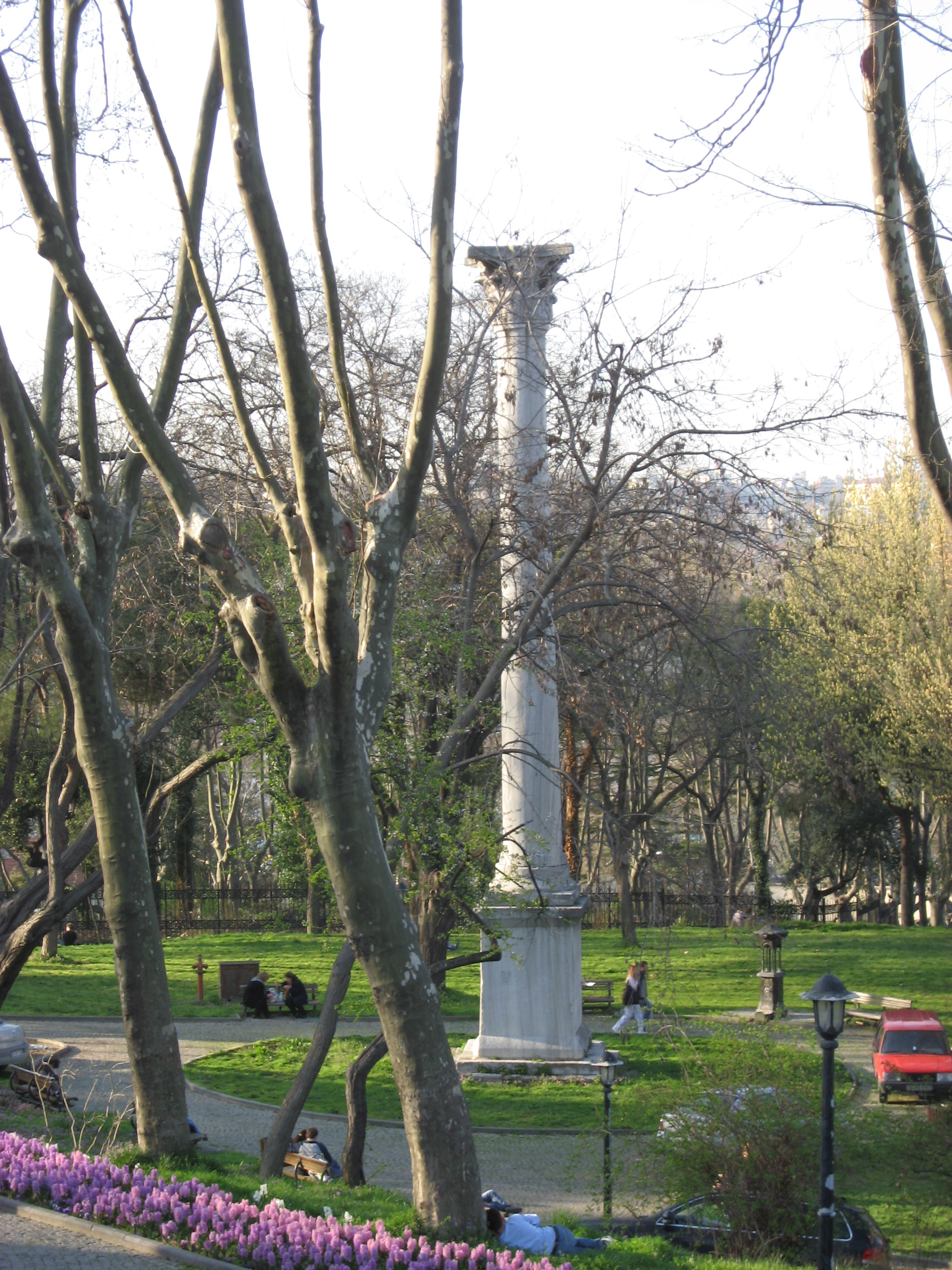
Coluna dos Godos

A Coluna dos Godos (em turco:  Gotlar Sütunu) é um pilar de mármore proconeso de 18,5 metros de altura coroado por um capitel corintio da época romana que se encontra no topo nordeste do Parque Gülhane, em Istambul, na Turquia.

## História
O nome do monumento provem da inscrição latina da base, que comemora a vitoria romana sobre os godos: «FORTUNAE REDUCI OB DEVICTUS GOTHOS», que substituiu outra inscrição anterior.
Ainda se desconhecem a data de construção e a quem se dedicou à coluna, se crê que se ergueu para comemorar a vitória de Constantino I ou Cláudio II, os quais lograram derrotar aos godos em diferentes ocasiões. Segundo o historiador bizantino Nicéforo Grégoras, a coluna esteve coroada por uma estátua do rei Bizas, fundador da cidade de Bizâncio. Outras fontes mencionam uma estátua da deusa Tique.
Em qualquer caso, se trata do monumento mais antigo da época Romana existente na cidade, anterior inclusivamente à fundação de Constantinopla.